# Balta caledonica
Balta caledonica är en kackerlacksart som först beskrevs av Lucien Chopard 1924.  Balta caledonica ingår i släktet Balta och familjen småkackerlackor.
Artens utbredningsområde är Nya Kaledonien. Inga underarter finns listade.